# Délégué de classe (France)
Depuis 1969 en France, dans une classe de collège ou de lycée, le délégué de classe est un élève de la classe chargé de représenter les autres élèves. Il est le successeur du « chef de classe », institué en 1945. Son rôle est néanmoins différent.

## Rôle
Le délégué de classe est chargé de représenter les élèves de sa classe. Les délégués participent aux conseils de classe et aux conseils de discipline. Les délégués de classe ont en outre une mission de médiation, et d'information. 
Depuis le décret no 2016-1228 du 16-9-2016 et la circulaire no 2016-140 du 20-9-2016, les "délégués des élèves et les délégués pour la vie lycéenne élisent au scrutin plurinominal à un tour, au sein des membres titulaires et suppléants du conseil des délégués pour la vie lycéenne de l'établissement, les représentants des élèves au conseil d'administration." c'est-à-dire que les représentants des élèves au Conseil d'administration de l'établissement sont désormais élus parmi les membres du Conseil de Vie lycéenne par les délégués de classe et les membres du CVL. Le ministère de l'Éducation nationale justifie cette décision en expliquant que l'objectif est de "crédibiliser la parole des élus au CVL et CVC pour les collégiens, renforcer leur influence au sein de l'établissement et assurer la liaison entre les réflexions engagées au sein du CVL et du CA"

## Élections

Schéma explicatif du mode de scrutin utilisé lors des élections de délégués de classe

Les élections de délégués de classe sont actuellement régies par la circulaire no 2004-114 du 15 juillet 2004 (B.O. no 29 du 22 juillet 2004) et la circulaire no 2008-114 du 29 août 2008 relative à la composition et au fonctionnement des instances de vie lycéenne (B.O. no 33 du 4 septembre 2008). 
Les élections doivent intervenir avant la fin de la sixième semaine de l'année scolaire.
Le vote est un scrutin plurinominal à deux tours et se déroule obligatoirement à bulletin secret. Au premier tour, sont élus les candidats qui reçoivent la majorité absolue (moitié des suffrages exprimés plus une voix). Le second tour se déroule à la majorité relative (plus grand nombre de voix). En cas d'égalité entre deux candidats, le plus jeune est élu.
Cas particuliers :
- Internat : les internes élisent deux représentants dans les mêmes modalités qu'une classe. Les textes ne prévoient pas d'obligation de mixité dans le choix des délégués d'internat.
- Cumul des mandats : un élève élu comme délégué de classe peut être élu délégué des internes. Cet élève ne disposera que d'une seule voix pour l'élection des délégués au C.A. (article 19 du décret du 30 août 1985).

## Ambiguïté sur le mode de scrutin
En septembre 2017, les directives de l'éducation nationale laissent encore planer un certain doute quant au mode d'organisation du scrutin des délégués de classe. Le site internet de l'académie de Paris lui-même fait allusion à cette ambiguïté et qualifie d'« imprécise » la circulaire No 2004-114 déjà citée.
En fait, cette imprécision semble tout d'abord provenir de cette phrase de l'article R421-28 du Code de l'éducation « Deux délégués d'élèves sont élus au scrutin uninominal à deux tours dans chaque classe ou, dans le cas d'une organisation différente, dans les groupes définis à cet effet par le ministre chargé de l'éducation ». Qualifier d'« uninominal » un scrutin ayant pour objectif d'élire deux délégués par classe (ainsi que leurs suppléants respectifs) peut être considéré comme un non-sens, puisqu'un scrutin uninominal est, par définition, un scrutin destiné à élire une seule personne. Il s'agit donc plutôt d'un scrutin plurinominal.
Quant au type de scrutin plurinominal, il ne saurait s'agir d'un scrutin de liste majoritaire puisque les différents textes de référence spécifient bien comme individuelles les candidatures.
Le mode de scrutin décrit par les textes s'apparente donc plutôt à un scrutin plurinominal majoritaire à deux tours pour lequel chaque candidat individuel désigne son suppléant.
Il demeure toutefois une ambiguïté quant au nombre de voix dont dispose chaque élève électeur ou, dit autrement, quant au nombre de noms que chaque électeur peut indiquer sur son bulletin secret et ce, au premier tour comme au second tour. En effet, les phrases « La majorité absolue est exigée, au premier tour. Il est procédé, le cas échéant, à un second tour à la majorité relative. » de la circulaire 2004-114 laissent entendre que le second tour n'est pas systématique, ce qui signifie qu'une situation où les 2 candidats seraient élus au premier tour a été considérée. Or la possibilité que deux candidats emportent chacun plus de la moitié des suffrages au premier tour ne peut s'envisager que si les électeurs disposent chacun d'au moins deux voix au premier tour. On pourrait donc en conclure que les élèves électeurs disposent de deux voix au premier tour... (et la question se poserait alors de savoir si ces deux voix peuvent être accordées à un même candidat).
Pour autant, d'autres sources officielles indiquent que « Chaque électeur vote pour un candidat et son suppléant », affirmation dont on peut considérer qu'elle s'applique à chaque tour (On pourrait d'ailleurs la considérer comme une certaine interprétation du terme « uninominal » utilisé dans la loi). Il n'en demeure pas moins que la même source persiste à mentionner le second tour comme non systématique : « Si aucun des candidats n'obtient la majorité absolue, on procède à un 2d tour où la majorité relative suffit », ce qui entretient le doute. En effet, si 1° deux délégués sont à élire (chacun ayant son suppléant), 2° les électeurs ne disposent que d'une voix et 3° la majorité absolue est requise au premier tour, alors deux tours sont systématiquement nécessaires.
Il résulte de cette situation que beaucoup de personnels maîtrisent mal ces éléments et organisent les élections parfois de façon invalide.

## Éco-délégué
Depuis la circulaire de rentrée 2020, le principe d'éco-délégué devient obligatoire au collège, au lycée, et est fortement encouragé en CM1 et en CM2. L'établissement doit désigner au moins un binôme fille-garçon d'éco-délégués.
Un éco-délégué se doit, à son niveau du lutter contre le réchauffement climatique et faire des actions et des sensibilisations en classe. Il peut être à l'initiative de propositions comme des marches vertes.

## Compléments